# 넥슨 카트라이더 15차리그
넥슨 카트라이더 15차리그는 넥슨이 주최 및 주관한 카트라이더 15번째 리그이다. 리그 표어는 "새로운 변화 끝없는 도전"이다.

## 개요

### 일정
- 예선
  - 온라인 예선 : 2012년 1월 12일 (목) ~ 2012년 1월 25일 (수)
  - 오프라인 예선 : 2012년 1월 29일 (일), 오전 11:00

- 본선
  - 1주차 (2/9) : 개막식
  - 2주차 (2/16) :  1Round A, B조 1차 예선
  - 3주차 (2/23) : 1Round C, D조 1차 예선
  - 4주차 (3/1) : 1Round A, B조 2차 예선
  - 5주차 (3/8) : 1Round C, D조 2차 예선
  - 6주차 (3/15) : 2Round 패자전
  - 7주차 (3/22) : 2Round 승자전
  - 8주차 (3/29) : 패자 부활전
  - 9주차 (4/5) : Final
  - 10주차 (4/12) : 시즌종합

### 경기장
- 오프라인 예선 : 신도림 테크노마트 3층 인텔e-Stadium
- 본선 및 결승전 : 용산 이스포츠 스타디움

### 진행 방식
- 오프라인 예선
  - 오프라인 예선 참가 인원 : ‘15차 리그 온라인 예선 그랑프리’ 상위 187명 및 오프라인 예선 시드자 5명을 포함한 총 192명

- 오프라인 예선 및 리그 본선 시드
  - 14차 리그 상위 1위 ~ 3위 총 3명 본선 시드 부여
  - 14차 리그 상위 4위 ~ 8위 총 5명 오프라인 예선 시드 배정
  - 본선 시드 포기자 발생 시 오프라인 예선 본선 진출자 추가 선발
  - 오프라인 예선 시드 포기자 발생 시 온라인 예선 상위 순위로 추가 선발

| 경기           | 내용                                                | 경기 방식                  | 상세 내용 |
| -------------- | --------------------------------------------------- | -------------------------- | --- |
| 1라운드 예선   | 8명씩 4개 조 1차전, 2차전 예선                      | 50Point 선취 서바이벌 방식 | 예선 1, 2차전 포인트 합산 최고득점 1, 2위 6주차 2 Round 승자전 진출 예선 1, 2차전 포인트 합산 차득점 3, 4위 5주차 2 Round 패자전 진출 |
| 2라운드 승자전 | 1라운드 각 조 예선 1,2위 8명 승자전 경기            | 70Point 선취 서바이벌 방식 | 상위 1~4위 4명 8주차 Final 진출 하위 5~8위 4명 7주차 패자 부활전 진출                                                                 |
| 2라운드 패자전 | 1라운드 각 조 예선 3,4위 8명 패자전 경기            | 70Point 선취 서바이벌 방식 | 상위 1~4위 4명 7주차 패자 부활전 진출                                                                                                 |
| 패자 부활전    | 2라운드 승자전 5~8위, 패자전 1~4위 패자 부활전 경기 | 70Point 선취 서바이벌 방식 | 상위 1~4위 4명 8주차 Final 진출 |
| Final          | 2라운드 승자전 1~4위, 패자 부활전 1~4위 Final 경기  | 80Point 선취 방식          | |

### 상금
- 총 상금 : 3,000만원

| - 우승(1위) : 1,500만원 - 준우승(2위) : 700만원 - 3위 : 300만원 | - 4위 : 100만원 - 5~8위 : 50만원 - HOT 라이더 : 200만원 |

### 변경된 점
- 기존 114경기에서 115경기로 변경되었다.

### 특이사항
- 문호준, 대한민국 이스포츠 단일리그(개인전) 최초 7회 우승

- 카트바디 사용 제한
  - 카트바디 제한 방식은 오프라인 예선 및 리그 본선에만 적용하며 온라인 예선에는 적용하지 않는다.
  - 리그 오프라인 예선에서는 강화,플랜트 카트바디 사용이 불가능하다. (EX. 골든 스톰 블레이드 등)
  - 리그 본선에서는 사전 주최측에서 제공한 강화 카트바디에 한하여 강화 카트바디 사용이 가능하다.[1]
  - 리그 본선 시작 전 총 4대의 카트바디를 선택, 해당 일의 경기 종료 전까지 반드시 한 번씩 탑승하고, 동일 카트바디 연속 탑승을 금지한다.
  - 리그 본선 시작 전 선택한 4종의 카트바디 이외에 다른 카트바디 사용은 불가능하다.
- HOT 라이더 부문 진행

## 1라운드

### 1차 예선
| 조  | 1라운드 1차 예선 | 1라운드 1차 예선 | 1라운드 1차 예선 | 1라운드 1차 예선 | 1라운드 1차 예선 | 1라운드 1차 예선 | 1라운드 1차 예선 | 1라운드 1차 예선 | 1라운드 1차 예선 | 1라운드 1차 예선 | 1라운드 1차 예선 | 1라운드 1차 예선 | 1라운드 1차 예선 | 1라운드 1차 예선 | 1라운드 1차 예선 | 1라운드 1차 예선 |
| A조 | 문호준           | 55               | 문명주           | 30               | 이중대           | 17               | 장재석           | 17               | 김경훈           | 16               | 정원태           | 10               | 전동수           | 10               | 박현호           | 7                |
| B조 | 전대웅           | 54               | 이중선           | 33               | 김은일           | 26               | 김승태           | 23               | 김동철           | 10               | 이성원           | 5                | 조성제           | 4                | 이민주           | 3                |
| C조 | 박인재           | 54               | 장진형           | 54               | 노진철           | 28               | 김영훈           | 25               | 박종근           | 25               | 이재현           | 16               | 박서범           | 7                | 윤찬준           | -1               |
| D조 | 유영혁           | 57               | 원상원           | 34               | 오찬호           | 23               | 박정렬           | 21               | 김승래           | 19               | 노종환           | 15               | 안기준           | 11               | 권성호           | 11               |

### 2차 예선
| 조  | 1라운드 2차 예선 | 1라운드 2차 예선 | 1라운드 2차 예선 | 1라운드 2차 예선 | 1라운드 2차 예선 | 1라운드 2차 예선 | 1라운드 2차 예선 | 1라운드 2차 예선 | 1라운드 2차 예선 | 1라운드 2차 예선 | 1라운드 2차 예선 | 1라운드 2차 예선 | 1라운드 2차 예선 | 1라운드 2차 예선 | 1라운드 2차 예선 | 1라운드 2차 예선 |
| A조 | 문호준           | 59               | 문명주           | 47               | 박현호           | 41               | 이중대           | 30               | 정원태           | 19               | 김경훈           | 18               | 장재석           | 10               | 전동수           | 7                |
| B조 | 전대웅           | 53               | 이중선           | 51               | 김승태           | 34               | 조성제           | 33               | 김은일           | 16               | 김동철           | 15               | 이성원           | 5                | 이민주           | 5                |
| C조 | 박인재           | 52               | 노진철           | 38               | 박종근           | 35               | 장진형           | 17               | 윤찬준           | 5                | 김영훈           | 4                | 이재현           | 4                | 박서범           | -3               |
| D조 | 유영혁           | 53               | 박정렬           | 52               | 노종환           | 40               | 원상원           | 36               | 김승래           | 29               | 오찬호           | 18               | 안기준           | 9                | 권성호           | 2                |

### 최종 점수
| 조  | 1라운드 예선 점수 합산 | 1라운드 예선 점수 합산 | 1라운드 예선 점수 합산 | 1라운드 예선 점수 합산 | 1라운드 예선 점수 합산 | 1라운드 예선 점수 합산 | 1라운드 예선 점수 합산 | 1라운드 예선 점수 합산 | 1라운드 예선 점수 합산 | 1라운드 예선 점수 합산 | 1라운드 예선 점수 합산 | 1라운드 예선 점수 합산 | 1라운드 예선 점수 합산 | 1라운드 예선 점수 합산 | 1라운드 예선 점수 합산 | 1라운드 예선 점수 합산 |
| A조 | 문호준                 | 114                    | 문명주                 | 77                     | 박현호                 | 48                     | 이중대                 | 47                     | 김경훈                 | 34                     | 정원태                 | 29                     | 장재석                 | 27                     | 전동수                 | 17                     |
| B조 | 전대웅                 | 107                    | 이중선                 | 84                     | 김승태                 | 57                     | 김은일                 | 42                     | 조성제                 | 37                     | 김동철                 | 25                     | 이성원                 | 10                     | 이민주                 | 8                      |
| C조 | 박인재                 | 106                    | 장진형                 | 71                     | 노진철                 | 66                     | 박종근                 | 60                     | 김영훈                 | 29                     | 이재현                 | 20                     | 윤찬준                 | 4                      | 박서범                 | 4                      |
| D조 | 유영혁                 | 110                    | 박정렬                 | 73                     | 원상원                 | 70                     | 노종환                 | 55                     | 김승래                 | 48                     | 오찬호                 | 41                     | 안기준                 | 20                     | 권성호                 | 13                     |

## 2라운드

### 패자전
| 2라운드 패자전 |    |        |    |        |    |        |    |        |    |        |    |        |    |        |    |
| 김승태         | 76 | 박종근 | 67 | 박현호 | 64 | 이중대 | 59 | 노진철 | 49 | 원상원 | 43 | 김은일 | 35 | 노종환 | 31 |

### 승자전
| 2라운드 승자전 |    |        |    |        |    |        |    |        |    |        |    |        |    |        |    |
| 유영혁         | 71 | 전대웅 | 67 | 문호준 | 54 | 문명주 | 51 | 이중선 | 34 | 박인재 | 31 | 장진형 | 23 | 박정렬 | 20 |

## 패자 부활전
| 패자 부활전 |    |        |    |        |    |        |    |        |    |        |    |        |    |        |    |
| 이중선      | 74 | 이중대 | 59 | 장진형 | 55 | 박정렬 | 42 | 박현호 | 33 | 박인재 | 32 | 김승태 | 30 | 박종근 | 26 |

## FINAL
| FINAL  |    |        |    |        |    |        |    |        |    |        |    |        |    |        |   |
| 문호준 | 82 | 유영혁 | 65 | 전대웅 | 62 | 이중선 | 46 | 이중대 | 46 | 문명주 | 41 | 장진형 | 31 | 박정렬 | 5 |

- 이중선과 이중대 4,5위 재경기 결과 이중선 승

## 대회 결과
- 우승 : 문호준
- 준우승 : 유영혁
- 3위 : 전대웅

## 중계진
- 캐스터 : 전용준
- 해설 : 정준, 김대겸

1. ↑  Korea, NEXON. “행운의 카드 뒤집기 이벤트”. 2020년 5월 9일에 확인함.